# الیزابت فولکنرات
الیزابت فولکنرات (به آلمانی: Elisabeth Volkenrath) (زاده ۵ سپتامبر ۱۹۱۹ – مرگ ۱۳ دسامبر ۱۹۴۵) یک نظامی آلمانی در دوره رایش سوم و از نوامبر ۱۹۴۴ تا ژانویه ۱۹۴۵ سرپرست نگهبانان کمپ‌های زنان در اردوگاه مرگ آشویتس و اردوگاه کار اجباری برگن ـ بلزن بود.
وی در ابتدا کار خود را در اکتبر ۱۹۴۱ به عنوان یک نگهبان ساده در اردوگاه کار اجباری راونسبروک آغاز کرد. در مارس ۱۹۴۲ به اردوگاه آشویتس منتقل شد. در آن‌جا با هاینتس فولکنرات آشنا شد که از ۱۹۴۱ در آشویتس کار می‌کرد. آن دو در ۱۹۴۳ با یک‌دیگر ازدواج کردند. وی در انتخاب زندانیان برای فرستاده شدن به اتاق‌های گاز نقش داشت و در نوامبر ۱۹۴۴ سرپرست نگهبانان کمپ‌های زنان در اردوگاه مرگ آشویتس شد.
با بسته شدن آشویتس برای ادامه خدمت به اردوگاه کار اجباری برگن ـ بلزن فرستاده شد و از فوریه تا آوریل ۱۹۴۵ سرپرست نگهبانان کمپ‌های زنان در این اردوگاه بود.
فولکنرات در آوریل ۱۹۴۵ توسط ارتش بریتانیا بازداشت شد. در دادگاه بلزن محاکمه و به مرگ محکوم شد. وی در نهایت در دسامبر ۱۹۴۵ در زندان هاملن توسط آلبرت پیرپوینت به دار آویخته شد.